# Landgericht Posen
Das Landgericht Posen war ein preußisches Gericht der ordentlichen Gerichtsbarkeit im Bezirk des Oberlandesgerichtes Posen mit Sitz in Posen.

## Geschichte
Das königlich preußische Landgericht Posen wurde mit Wirkung zum 1. Oktober 1879 als eines von sieben Landgerichten im Bezirk des Oberlandesgerichtes Posen gebildet. Aufgelöst wurde das bisherige Appellationsgericht Posen. Der Sitz des Gerichtes war Posen. Das Landgericht war danach für den Stadtkreis Posen und die Landkreise Obornik, Posen, Samter, Schrimm, Schroda und einem Teil des Kreises Buk zuständig. Ihm waren zunächst folgende neun Amtsgerichte zugeordnet:
| Amtsgericht          | Sitz     | Bezirk |
| -------------------- | -------- | --- |
| Amtsgericht Obornik  | Obornik  | aus dem Kreis Obornik der Stadtbezirk Obornik, die Polizeidistrikte Nord-Obornik und Süd-Obornik und die Gemeindebezirke Boruschin, Tarnowko und Zirkowko und der Gutsbezirk Boruschin aus dem Polizeidistrikt Polajewo |
| Amtsgericht Pinne    | Pinne    | aus dem Kreis Buk der Stadtbezirk Neustadt bei Pinne, die Gemeindebezirke Brodki und Brody und der Gutsbezirk Brody aus dem Polizeidistrikt Kuschlin und die Gemeindebezirke Dürnbund, Konin, Linde, Neufeld, Neustadt, Tarnowce, Wymyslanke, Zembowo und Zgierzynka und die Gutsbezirke Dürnbund, Konin, Linde, Neustadt, Posadowo, Zembowo und Zgierzynka aus dem Polizeidistrikt Neustadt bei Pinne; aus dem Kreis Samter der Stadtbezirk Pinne und der Polizeidistrikt Pinne |
| Amtsgericht Posen    | Posen    | Stadtkreis Posen und Landkreis Posen; aus dem Kreis Schrimm der Stadtbezirk Moschin und Teile der Polizeidistrikte Bnin und Moschin |
| Amtsgericht Pudewitz | Pudewitz | aus dem Kreis Schroda die Stadtbezirke Kostrzyn und Budewitz, der Polizeidistrikt Pudewitz und Teile des Polizeidistriktes Kostrzyn |
| Amtsgericht Rogasen  | Rogasen  | der Kreis Obornik, ohne die Teile, die dem Amtsgericht Obornik zugeordnet waren |
| Amtsgericht Samter   | Samter   | der Kreis Samter, ohne die Teile, die den Amtsgerichten Pinne und Wronker zugeordnet waren |
| Amtsgericht Schrimm  | Schrimm  | der Kreis Schrimm, ohne die Teile, die dem Amtsgericht Posen zugeordnet waren |
| Amtsgericht Schroda  | Schroda  | der Kreis Schroda, ohne die Teile, die dem Amtsgericht Pudewitz zugeordnet waren |
| Amtsgericht Wronke   | Wronke   | aus dem Kreis Samter der Stadtbezirk Wronke und der Polizeibezirk Wronke |

Der Landgerichtsbezirk hatte 1880 zusammen 333.993 Einwohner. Am Gericht waren ein Präsident, vier Direktoren und 15 Richter tätig. Am Amtsgericht Schrimm war eine Strafkammer eingerichtet. Der Landgerichtsbezirk kam aufgrund des Versailler Vertrages 1919 zu Polen, und das Landgericht Posen wurde aufgelöst. An seine Stelle trat das polnische Sąd Okręgowy w Poznaniu. Im Jahre 1939 wurde Polen deutsch besetzt. Im Rahmen der Neuorganisation der Gerichte in Ostdeutschland und im ehemaligen Polen wurden das Landgericht Posen neu gebildet und erneut dem Oberlandesgericht Posen zugeordnet. Zu seinem Sprengel gehörten nun die Amtsgerichte Bentschen (in Bentschen), Birnbaum (in Birnbaum), Filehne (in Filehne), Grätz (in Grätz), Kolmar i.P. (in Kolmar), Margonin (in Margonin), Neutomischel (in Neutomischel), Obornik, Pinne, Posen, Pudewitz, Rogasen, Samter, Czarnikau (in Scharnikau), Schrimm, Schroba, Wollstein (in Wollstein), Wreschen (in Wreschen) und Wronke.
Im Jahre 1945 wurde der Landgerichtsbezirk unter polnische Verwaltung gestellt, und die deutschen Einwohner wurden vertrieben. Damit endete auch die Geschichte des Landgerichtes Posen und seiner Amtsgerichte.